# مارسل، صدف کفش به پا
مارسل، صدف کفش به پا (انگلیسی: Marcel the Shell with Shoes On) یک انیمیشن لایو اکشن/استاپ موشن در سبک کمدی-درام و محصول سال ۲۰۲۱ کشور آمریکا به کارگردانی دین فلیشر کمپ (در اولین کارگردانی بلند خود) است. 